# العلاقات الكولومبية الليختنشتانية
العلاقات الكولومبية الليختنشتانية هي العلاقات الثنائية التي تجمع بين كولومبيا وليختنشتاين.

## مقارنة بين البلدين
هذه مقارنة عامة ومرجعية للدولتين:
| وجه المقارنة                                              | كولومبيا        | ليختنشتاين                                 |
| --------------------------------------------------------- | --------------- | ------------------------------------------ |
| المساحة (كم2)                                             | 1.14 مليون      | 16                                         |
| عدد السكان (نسمة)                                         | 49.07 مليون     | 37.47 ألف                                  |
| الكثافة السكانية (ن./كم²)                                 | 43.04           | 234.19 ألف                                 |
| العاصمة                                                   | بوغوتا          | فادوتس                                     |
| اللغة الرسمية                                             | اللغة الإسبانية | اللغة الألمانية                            |
| العملة                                                    | بيزو كولومبي    | فرنك سويسري                                |
| الناتج المحلي الإجمالي (بليون دولار)                      | 309.19 مليار    | 6.29 مليار                                 |
| الناتج المحلي الإجمالي (تعادل القوة الشرائية) بليون دولار | 724.96 مليار    |                                            |
| الناتج المحلي الإجمالي الاسمي للفرد دولار أمريكي          | 7.60 ألف        |                                            |
| الناتج المحلي الإجمالي للفرد دولار أمريكي                 | 13.36 ألف       |                                            |
| مؤشر التنمية البشرية                                      | 0.720           | 0.908                                      |
| رمز المكالمات الدولي                                      | +57             | +423                                       |
| رمز الإنترنت                                              | .co             | .li                                        |
| المنطقة الزمنية                                           | 00              | توقيت وسط أوروبا، ت ع م+01:00، ت ع م+02:00 |

## منظمات دولية مشتركة
يشترك البلدان في عضوية مجموعة من المنظمات الدولية، منها:
| علم المنظمة | اسم المنظمة                   | تاريخ انضمام كولومبيا | تاريخ انضمام ليختنشتاين |
| ----------- | ----------------------------- | --------------------- | ----------------------- |
|             | الاتحاد البريدي العالمي       | ?                     | ?                       |
|             | الاتحاد الدولي للاتصالات      | 25 أغسطس 1914         | 25 يوليو 1963           |
|             | منظمة حظر الأسلحة الكيميائية  | ?                     | ?                       |
|             | منظمة التجارة العالمية        | ?                     | ?                       |
|             | منظمة الشرطة الجنائية الدولية | ?                     | ?                       |
|             | الأمم المتحدة                 | 5 نوفمبر 1945         | 18 سبتمبر 1990          |